# Charles Brandt
Charles Brandt (Brooklyn, Nueva York, 13 de marzo de 1942-Wilmington, Carolina del Norte, 22 de octubre de 2024) fue un escritor e investigador estadounidense. Es más conocido por escribir I Heard You Paint Houses, las memorias en las que se basa El irlandés, película del 2019 dirigida por Martin Scorsese y protagonizada por Robert De Niro, Al Pacino y Joe Pesci.